# Fulakora falcata
Fulakora falcata es una especie de hormiga del género Fulakora, familia Formicidae. Fue descrita científicamente por Lattke en 1991.
Se distribuye por República Dominicana, Puerto Rico e Islas Vírgenes de los Estados Unidos. Se ha encontrado a elevaciones de hasta 2359 metros. Vive en microhábitats como rocas y piedras de gran tamaño y la hojarasca.